# Flugplatz Lauf-Lillinghof

i7
i11
i13
Der Flugplatz Lauf-Lillinghof (ICAO-Code: EDQI) ist ein Sonderlandeplatz, der im Landkreis Nürnberger Land liegt und dem Segelflugsport dient.

## Kurzcharakteristik
Der Flugplatz befindet sich am südwestlichen Rand des Gipfelplateaus des Epperlesbergs. Der Doppelname des Flugplatzes beruht zum einen auf dessen Betreiberverein, dem Segelflug Club Lauf, zum anderen auf den nur wenige hundert Meter südöstlich des Platzes gelegenen Weiler Lillinghof.
Der Flugplatz liegt zehn Kilometer nördlich der Stadt Lauf, dem Sitz seines Betreibervereins, und etwa sieben Kilometer nordwestlich des Ortes Schnaittach, zu dessen Gemeindegebiet es auch gehört.

## Geschichte
Der Flugplatz wurde in den 1950er-Jahren durch den 1929 gegründeten Segelflug Club Lauf e. V. angelegt. Im Vorfeld dazu waren 1955 zunächst erste Erprobungen auf dem späteren Gelände des Platzes unternommen worden. Nachdem diese positive Resultate erbracht hatten, wurde mit Errichtung des Flugplatzes begonnen. Mit der 1957 erfolgten offiziellen Zulassung wurde schließlich der erste reguläre Flugbetrieb aufgenommen. In der Folgezeit wurde das Gelände nach und nach von den bisherigen Grundstückseignern erworben, so dass es sich heute zur Gänze im Besitz des Betreibervereins befindet. Parallel dazu wurden der Tower und die weiteren Betriebseinrichtungen des Platzes erbaut, hauptsächlich durch den Einsatz freiwilliger Helfer. Ein Teil der Graspiste wurde 1994 asphaltiert und mit dieser vor allem aus Lärmschutz- und Sicherheitsgründen erfolgten Maßnahme wurde auch eine Verbesserung der Startmöglichkeiten des Platzes erreicht.
Abseits vom normalen Flugbetrieb finden auf dem Platz gelegentlich auch Sonderveranstaltungen statt. So wird etwa alle zwei Jahre von der Nürnberger Astronomischen Arbeitsgemeinschaft die Starparty Lillinghof organisiert. Diese für jedermann frei zugängliche Veranstaltung wird von Mitgliedern der Arbeitsgemeinschaft ausgerichtet und fand zuletzt im August 2013 statt. Eine weitere Sonderveranstaltung ist Rock im Hangar, bei der ebenfalls der Eintritt frei ist. Sie findet in und um den Hangar des Flugplatzes statt.
In überregionale Schlagzeilen geriet der Platz durch einen Flugunfall, der sich am 5. September 2010 ereignete. Neben zahlreichen Verletzten musste dabei auch ein Todesopfer beklagt werden.